# Tabivere kommun
Tabivere kommun var en kommun i Estland. Den låg i landskapet Jõgevamaa, 140 km sydost om huvudstaden Tallinn. Centralort var småköpingen Tabivere. Därutöver var byarna Maarja-Magdaleena och Pataste belägna i kommunen. I samband med en kommunreform 2017 uppgick den i Tartu kommun och överfördes samtidigt till landskapet Tartumaa.
Trakten ingår i den hemiboreala klimatzonen. Årsmedeltemperaturen i trakten är 3 °C. Den varmaste månaden är juli, då medeltemperaturen är 18 °C, och den kallaste är februari, med −12 °C.